# Comuna Checea, Timiș
Checea este o comună în județul Timiș, Banat, România, formată numai din satul de reședință cu același nume.
Comuna a fost reînființată în 2004, desprinzându-se de Cenei

## Politică
Comuna Checea este administrată de un primar și un consiliu local compus din 11 consilieri. Primarul, Ioan Breje[*], de la Partidul Social Democrat, este în funcție din 1 noiembrie 2024. Începând cu alegerile locale din 2024, consiliul local are următoarea componență pe partide politice:
|  | Partid                          | Consilieri | Componența Consiliului | Componența Consiliului | Componența Consiliului | Componența Consiliului | Componența Consiliului | Componența Consiliului |
|  | ------------------------------- | ---------- | ---------------------- | ---------------------- | ---------------------- | ---------------------- | ---------------------- | ---------------------- |
|  | Partidul Social Democrat        | 6          |                        |                        |                        |                        |                        |                        |
|  | Partidul Național Liberal       | 3          |                        |                        |                        |                        |                        |                        |
|  | Alianța pentru Unirea Românilor | 2          |                        |                        |                        |                        |                        |                        |

## Demografie
Componența etnică a comunei Checea
     Români (51,79%)
     Romi (37,13%)
     Maghiari (2,86%)
     Sârbi (1,07%)
     Alte etnii (0,8%)
     Necunoscută (6,34%)
Componența confesională a comunei Checea
     Ortodocși (84,94%)
     Romano-catolici (4,47%)
     Penticostali (2,32%)
     Alte religii (1,79%)
     Necunoscută (6,48%)
Conform recensământului efectuat în 2021, populația comunei Checea se ridică la 2.238 de locuitori, în creștere față de recensământul anterior din 2011, când fuseseră înregistrați 1.838 de locuitori. Majoritatea locuitorilor sunt români (51,79%), cu minorități de romi (37,13%), maghiari (2,86%) și sârbi (1,07%), iar pentru 6,34% nu se cunoaște apartenența etnică. Din punct de vedere confesional, majoritatea locuitorilor sunt ortodocși (84,94%), cu minorități de romano-catolici (4,47%) și penticostali (2,32%), iar pentru 6,48% nu se cunoaște apartenența confesională.

## Legături externe

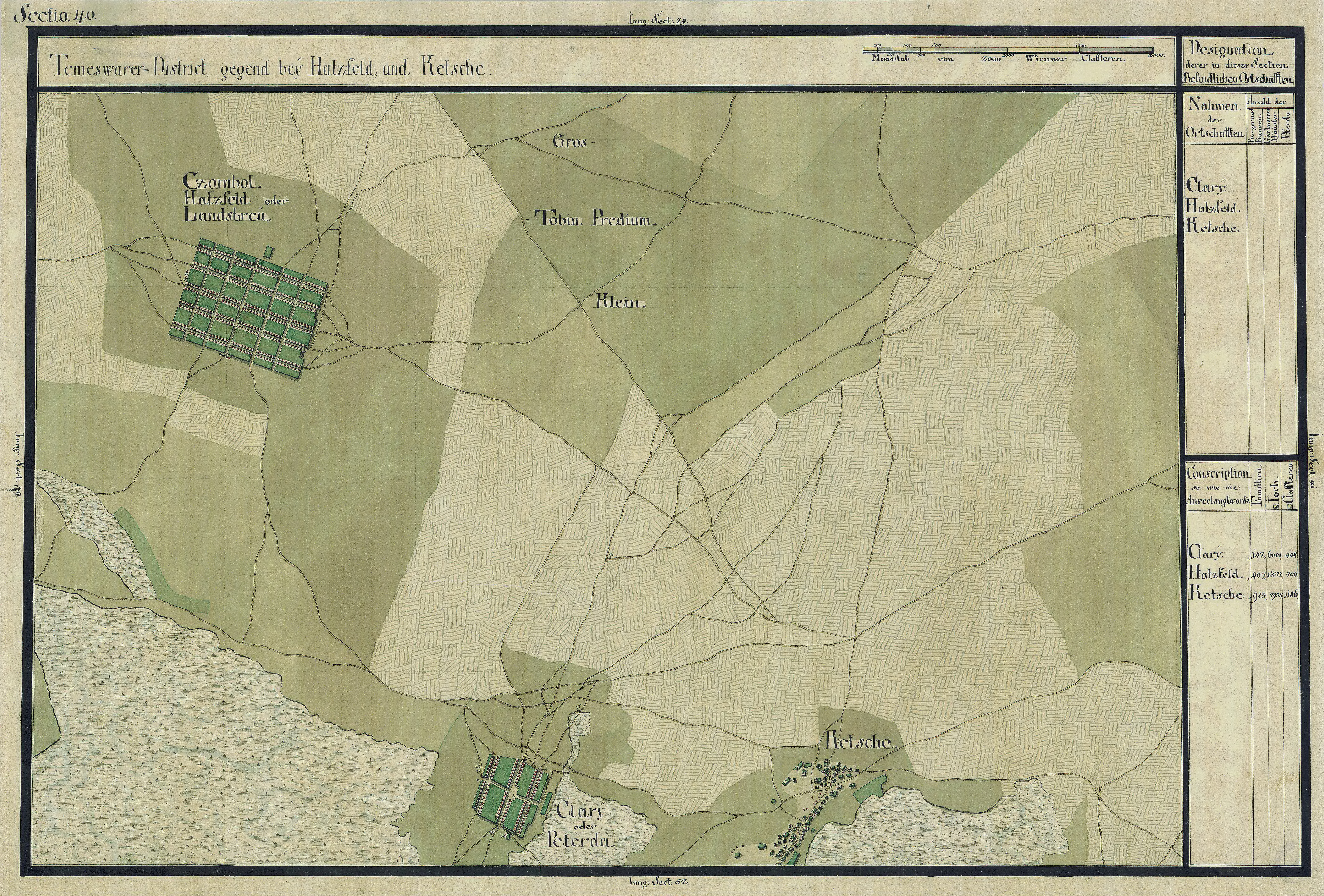
Checea în Harta Iosefină a Banatului, 1769-72